# Copa del Rey de balonmano 2008
La Copa del Rey de balonmano 2008 se celebró en Zaragoza desde el 16 al 20 de abril de 2008.
En ella entraron los ocho primeros equipos de la Liga Asobal 2007-08 al finalizar la primera vuelta, que fueron: Balonmano Ciudad Real, Portland San Antonio, Ademar León, Fútbol Club Barcelona, Balonmano Aragón, Club Balonmano Valladolid, Juventud Deportiva Arrate y para finalizar, el Club Balonmano Antequera.
|  | Cuartos de final          | Cuartos de final |                           |                       | Semifinales | Semifinales |  |                       | Final       | Final       |  |
|  | 16 y 17 de abril          | 16 y 17 de abril |                           |                       | 19 de abril | 19 de abril |  |                       | 20 de abril | 20 de abril |  |
|  |                           |                  |                           |                       |             |             |  |                       |             |             |  |
|  |                           |                  |                           |                       |             |             |  |                       |             |             |  |
|  | Balonmano Ciudad Real     | 32               |                           |                       |             |             |  |                       |             |             |  |
|  | Balonmano Ciudad Real     | 32               |                           |                       |             |             |  |                       |             |             |  |
|  | Club Balonmano Antequera  | 20               |                           |                       |             |             |  |                       |             |             |  |
|  | Club Balonmano Antequera  | 20               |                           | Balonmano Ciudad Real | 34          |             |  |                       |             |             |  |
|  |                           |                  |                           | Balonmano Ciudad Real | 34          |             |  |                       |             |             |  |
|  |                           |                  | Juventud Deportiva Arrate | 31                    |             |             |  |                       |             |             |  |
|  | Ademar León               | 26               | Juventud Deportiva Arrate | 31                    |             |             |  |                       |             |             |  |
|  | Ademar León               | 26               |                           |                       |             |             |  |                       |             |             |  |
|  | Juventud Deportiva Arrate | 34               |                           |                       |             |             |  |                       |             |             |  |
|  | Juventud Deportiva Arrate | 34               |                           |                       |             |             |  | Balonmano Ciudad Real | 31          |             |  |
|  |                           |                  |                           |                       |             |             |  | Balonmano Ciudad Real | 31          |             |  |
|  |                           |                  | Fútbol Club Barcelona     | 30                    |             |             |  |                       |             |             |  |
|  | Portland San Antonio      | 40               | Fútbol Club Barcelona     | 30                    |             |             |  |                       |             |             |  |
|  | Portland San Antonio      | 40               |                           |                       |             |             |  |                       |             |             |  |
|  | Balonmano Valladolid      | 30               |                           |                       |             |             |  |                       |             |             |  |
|  | Balonmano Valladolid      | 30               |                           | Portland San Antonio  | 29          |             |  |                       |             |             |  |
|  |                           |                  |                           | Portland San Antonio  | 29          |             |  |                       |             |             |  |
|  |                           |                  | Futbol Club Barcelona     | 31                    |             |             |  |                       |             |             |  |
|  | Futbol Club Barcelona     | 37               | Futbol Club Barcelona     | 31                    |             |             |  |                       |             |             |  |
|  | Futbol Club Barcelona     | 37               |                           |                       |             |             |  |                       |             |             |  |
|  | Balonmano Aragón          | 34               |                           |                       |             |             |  |                       |             |             |  |
|  | Balonmano Aragón          | 34               |                           |                       |             |             |  |                       |             |             |  |
|  |                           |                  |                           |                       |             |             |  |                       |             |             |  |

| Castilla-La Mancha                |
| Campeón BM Ciudad Real 2.º título |